# Michael Eischer
Michael Eischer (* 1. Mai 1963 in Wien) ist ein österreichischer Politiker der Freiheitlichen Partei Österreichs (FPÖ). Vom 21. Dezember 2017 bis zum 24. November 2020 war er Abgeordneter zum Wiener Landtag und Mitglied des Wiener Gemeinderates.

## Leben

### Ausbildung und Beruf
Michael Eischer besuchte nach der Volksschule Celtesgasse und der Hauptschule Pyrkergasse in Wien-Döbling von 1977 bis 1980 die Wein- und Obstbauschule Krems, wo er 1981 die Abschluss- und Gehilfenprüfung und 1989 die Weinbau- und Kellermeisterprüfung ablegte. 1983 legte er außerdem die Konzessionsprüfung für Gast- und Beherbergungsbetriebe ab. 1979 übernahm er den elterlichen Weinbaubetrieb und Heurigen in Neustift am Walde, den er seitdem betreibt.

### Politik
Michael Eischer ist seit 1996 in der FPÖ im Bezirk Wien-Döbling aktiv, wo er 1998 in die Bezirksleitung aufgenommen wurde. 1999 wurde er zum Obmann freiheitlicher Bauern in Wien gewählt. Ab 2005 gehörte er als Bezirksrat der Bezirksvertretung in Wien-Döbling an, 2009 wurde er dort FPÖ-Bezirksobmann-Stellvertreter und 2010 Klubobmann der FPÖ-Döbling in der Bezirksvertretung. Am 25. Jänner 2018 wurde er in der 20. Wahlperiode als Abgeordneter zum Wiener Landtag und Gemeinderat angelobt. Er folgte damit Ricarda Bianca Berger nach, die in den Nationalrat wechselte. Nach der Landtags- und Gemeinderatswahl in Wien 2020 schied er aus dem Landtag aus.